# Hammaptera probataria
Hammaptera probataria là một loài bướm đêm trong họ Geometridae.